# Bruixes anant al Sabbath
Bruixes anant al Sabbath també anomenat La visió de Faust, és un quadre del pintor espanyol Luis Ricardo Falero, realitzat el 1878. Es troba actualment en una col·lecció privada.

## Descripció

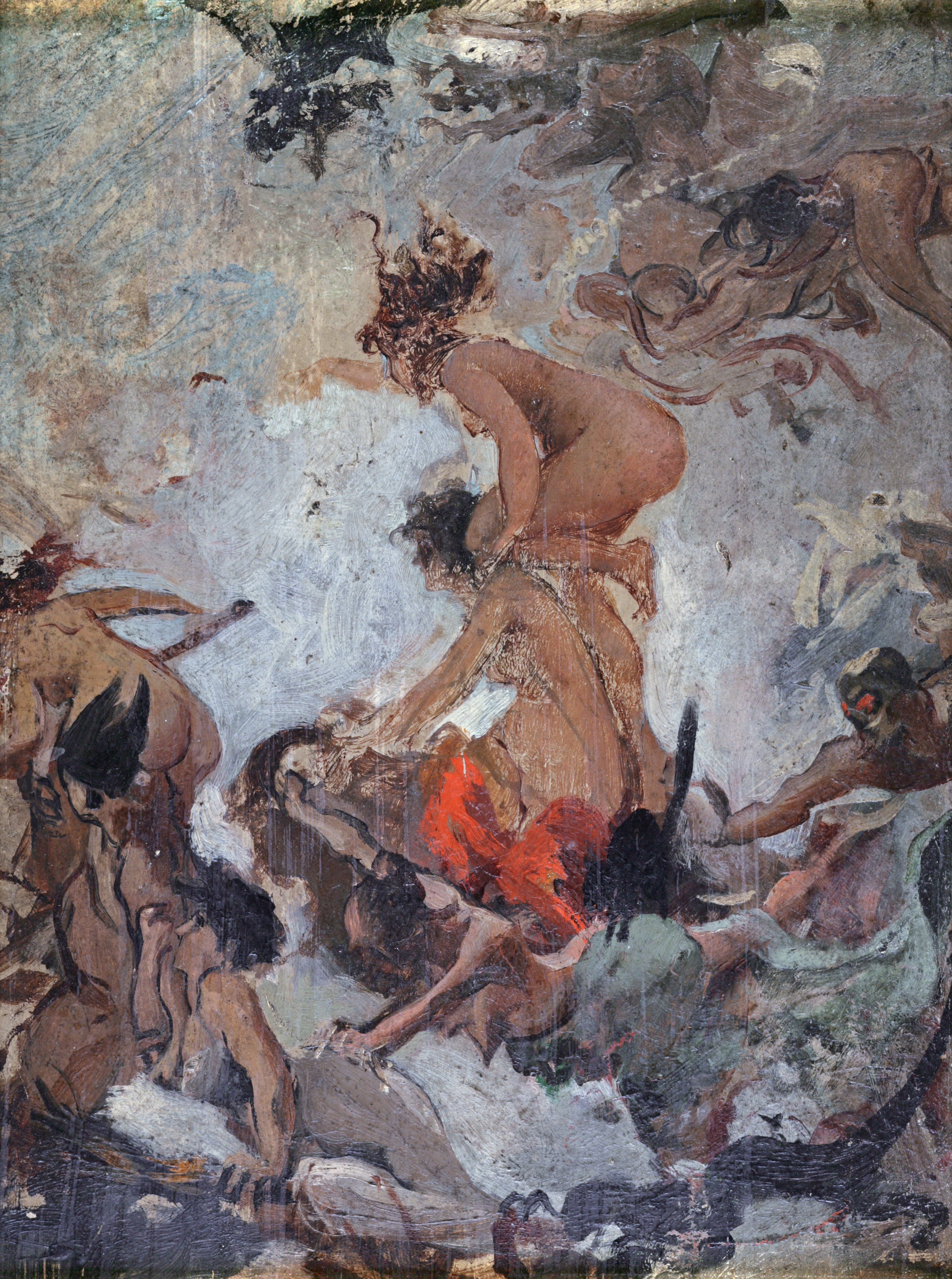
Estudi de l'obra

La pintura mostra un grup de bruixes, gairebé totes nues, en vol per anar a participar en un aquelarre, un lloc de trobada on es feien rituals de màgia negra i orgies. També apareixen altres criatures relacionades amb la bruixeria, com un ratpenat, una cabra i un gat negre. Entre les diverses figures destaca un grup en primer pla compost per dues bruixes, una de les quals va muntada en una cabra i l'altra és una vella bruixa que s'agafa a una de les banyes de la cabra i es recolza en una jove bruixa de cabells vermells (la qual alhora s'agafa a un bruixot). A la part dreta del quadre hi ha tres criatures sinistres més: l'esquelet d'un pelicà (un símbol de mort en la tradició egípcia) i un esquelètic cadàver humà vivent i una salamandra (un esperit del foc segons els alquimistes).
L'obra segueix una disposició en espiral, deguda al ritme giratori dels personatges sobre el fons.
El quadre té tons molt uniformes i, tot i estar ambientat a la nit, hi ha molta llum, gràcies a la Lluna.
Falero era conegut per les seves pintures que representaven les bruixes de manera sensual, sovint dibuixades arruixades a les escombres, i aquest quadre li dona a l'espectador una sensació d'èxtasi a causa del vol giratori de les dones. Aquestes pintures van tenir un gran èxit a l'⁣Anglaterra victoriana, atès que el públic estava interessat en els temes esotèrics i ocultistes, apreciats pel gust decadent.